# ایمره مودین
ایمره مودین (انگلیسی: Imre Mudin; ۸ نوامبر ۱۸۸۷ – ۲۳ اکتبر ۱۹۱۸) ورزشکار دو و میدانی اهل مجارستان بود. وی در مسابقات دو و میدانی در المپیک تابستانی ۱۹۰۸ و ۱۹۱۲ حضور داشت.